# ژورژین د آراسکائتا
جورجیان دنیل دی آراسکائتا بندتی (اسپانیایی: Giorgian Daniel De Arrascaeta Benedetti‎؛ زادهٔ ۱ ژوئن ۱۹۹۴) بازیکن فوتبال اهل اروگوئه است که در پست هافبک هجومی برای باشگاه فوتبال فلامینگو و تیم ملی فوتبال اروگوئه بازی می‌کند.
از باشگاه‌هایی که در آن بازی کرده‌است می‌توان به دفنسور، کروزیرو و فلامینگو اشاره کرد.
وی همچنین در تیم ملی فوتبال اروگوئه بازی کرده‌است.
دو گل وی در سال های ۲۰۱۸ و ۲۰۲۰ نامزد جایزه پوشکاش شد.